# 五箇村 (京都府)
五箇村（ごかむら）は、京都府中郡にあった村。現在の京丹後市峰山町の南半にあたる。

## 地理
- 山岳：磯砂山、久次岳
- 河川：鱒留川

## 歴史
- 1889年（明治22年）4月1日 - 町村制の施行により、五箇村・鱒留村・二箇村・久次村の区域をもって発足。
- 1955年（昭和30年）1月1日 - 峰山町・吉原村・新山村・丹波村と合併し、改めて峰山町が発足。同日五箇村廃止。